# Tellervo mistella
Tellervo mistella är en fjärilsart som beskrevs av Swinhoe 1915. Tellervo mistella ingår i släktet Tellervo och familjen praktfjärilar. Inga underarter finns listade i Catalogue of Life.